# 杭隙蛛
杭隙蛛（学名：Coelotes hangzhouensis）为暗蛛科隙蛛属的动物。在中国大陆，分布于杭州等地，常生活于洞穴、石稀、峭壁缝隙等。该物种的模式产地在杭州。